# 리드 모라노
리드 모라노(Reed Morano, 1977년 4월 15일 ~ )는 미국의 영화 감독, 촬영감독이다.

## 작품 목록

### 연출
- 메도랜드 (2015)
- 아이 씽크 위아 얼론 나우 (2018)
- 더 리듬 섹션 (2020)